# Homalattus
Homalattus White, 1841 è un genere di ragni appartenente alla Famiglia Salticidae.

## Distribuzione
Delle sei specie oggi note di questo genere quattro sono endemiche del Sudafrica, una della Sierra Leone e l'ultima, H. coriaceus è stata rinvenuta in entrambe le nazioni.

## Tassonomia
A maggio 2010, si compone di sei specie:
- Homalattus coriaceus Simon, 1902 — Sierra Leone, Sudafrica
- Homalattus marshalli Peckham & Peckham, 1903 — Sudafrica
- Homalattus obscurus Peckham & Peckham, 1903 — Sudafrica
- Homalattus punctatus Peckham & Peckham, 1903 — Sudafrica
- Homalattus pustulatus (White, 1841)[2] — Sierra Leone
- Homalattus similis Peckham & Peckham, 1903 — Sudafrica

### Specie trasferite
- Homalattus deplanatus Karsch, 1880; considerata nel 1955 nomen dubium da Roewer nel 1955, è stata trasferita e ridenominata come Rhene deplanata (Karsch, 1880) a seguito di uno studio dell'aracnologo Prószynski del 2009[1].
- Homalattus hispidus Peckham & Peckham, 1901; è stata trasferita e ridenominata come Beata hispida (Peckham & Peckham, 1901) a seguito di uno studio dell'aracnologo Maddison del 1996[1].

### Nomen dubium
- Homalattus insularis Peckham & Peckham, 1885; gli esemplari, provenienti dal Madagascar, a seguito di uno studio dell'aracnologo Roewer del 1955, sono da considerarsi nomina dubia[1].